# Lac de la Hourquette
Pour les articles homonymes, voir Hourquette.
Le lac de la Hourquette est un lac pyrénéen français situé administrativement dans la commune de Bagnères-de-Bigorre dans le département des Hautes-Pyrénées en région  Occitanie.
C’est un lac naturel qui a une superficie de 2,2 ha pour une altitude de 2 405 m, il atteint une profondeur de 5 m

## Toponymie
Hourquette est un nom féminin gascon /hurketɵ/, dérivé de hourque « fourche », du latin furca. L'idée de fourche est un passage en « V », en principe plus resserré qu'un col et moins marqué qu'une brèche.

## Géographie
Le lac est situé dans la vallée de Campan, près du  lac du Campana de Cloutou dans le massif de l'Arbizon.

### Topographie
| Tuhou de Cloutou (2 658 m)         | Pic de Bastan (2 715 m)   | Lac Arrédoun (2 326 m)       |
| Hourquette de Caderolles (2 495 m) | lac de la Hourquette      | Col de Port Bieilh (2 697 m) |
| Pic de Bastan (2 715 m)            | Col de Bastanet (2 509 m) | Pic de Portarras (2 697 m)   |

### Hydrologie
Le lac a pour émissaire le  ruisseau du lac du Campana.

## Protection environnementale
Le lac fait partie d'une zone naturelle protégée, classée ZNIEFF de type 1 : Cirque de Cloutou et sud de La Mongie et de type 2 : Bassin du haut Adour .

## Voies d'accès
Le lac est accessible depuis le Refuge du Campana de Cloutou par une variante du sentier de grande randonnée GR 10 en direction du pic de Bastan.